# Domingo Fontán
Domingo Fontán Rodríguez, nascut a Porta do Conde (Portas) el 17 d'abril de 1788 i mort a Cuntis el 24 d'octubre de 1866 va ser un erudit, geògraf, matemàtic, polític i empresari gallec, conegut sobretot per ser l'autor del primer mapa topogràfic científic de Galícia, la Carta geomètrica de Galícia (Carta xeométrica de Galicia). Va ser secretari de la Diputació de Galícia, director de l' Observatori Astronòmic de Madrid, diputat a les Corts i president de la Reial Societat d'Amics del País de Santiago. Les seves despulles es troben al Panteó de Gallecs Il·lustres.

## Trajectòria
De família benestant, els seus pares eren Rosendo Fontán Oliveira i Sebastiana Rodríguez Blanco. El seu pare i tota la família Fontán són originaris de Briallos, parròquia de San Cristovo de Briallos (avui municipi de Portas).
Va ser el segon de cinc germans, dos homes i tres dones i, amb el seu germà gran, Andrés, va ser educat per un oncle matern que era rector a Noia.
Va passar bona part de la seva vida vinculat a la Universitat de Santiago de Compostel·la, on primer va estudiar Filosofia i més tard Lleis i Cànons, Ciències Exactes i Teologia. Va ser deixeble de José Rodríguez González, "el matemàtic de Bermés". El 1811 va començar la seva carrera docent com a substitut del professor de Retòrica i durant el curs 1813-14 va substituir la càtedra de Lògica i Metafísica. Va ser processat per la Reial Audiència el 1814; el 1815 li van ser restituïts els drets.
L'any 1817 va començar els seus treballs de mesura per crear el Mapa Geomètric de Galícia, obra a la qual va dedicar disset anys de vida i per la qual avui és recordat. Durant el Trienni Liberal fou secretari de la Diputació de Galícia. L'any 1834 acabà l'obra i la presentà oficialment a la reina governadora, Maria Cristina de Borbó-Dues Sicílias, que l'ordenà imprimir, tasca, però, que no es va poder completar fins al 1845 a París.
Fou elegit diputat pel Partit Liberal per la província de Pontevedra el 1837, ocupant aquest càrrec fins al 1843, any en què es retirà. Fontán va fer de la defensa de Galícia la seva causa, sobretot en l'abolició dels furs i la lluita contra els cacics. Tanmateix, el seu liberalisme li va valer la pèrdua de la càtedra universitària en dues ocasions. Fou primer bibliotecari i després president (del 1860 al 1861) de la Reial Societat Econòmica d'Amics del País de la Ciutat de Santiago.
Tenia part, per herència, d'una fàbrica de paper a Castro, Lousame, que el 1863 passà a ser plenament seva. També va treballar en el disseny de la primera línia de ferrocarril de Galícia l'any 1858, que unia Santiago de Compostel·la amb Carril, projecte aprovat per les Corts Generals l'any 1861, i que no es va inaugurar fins deu anys més tard.

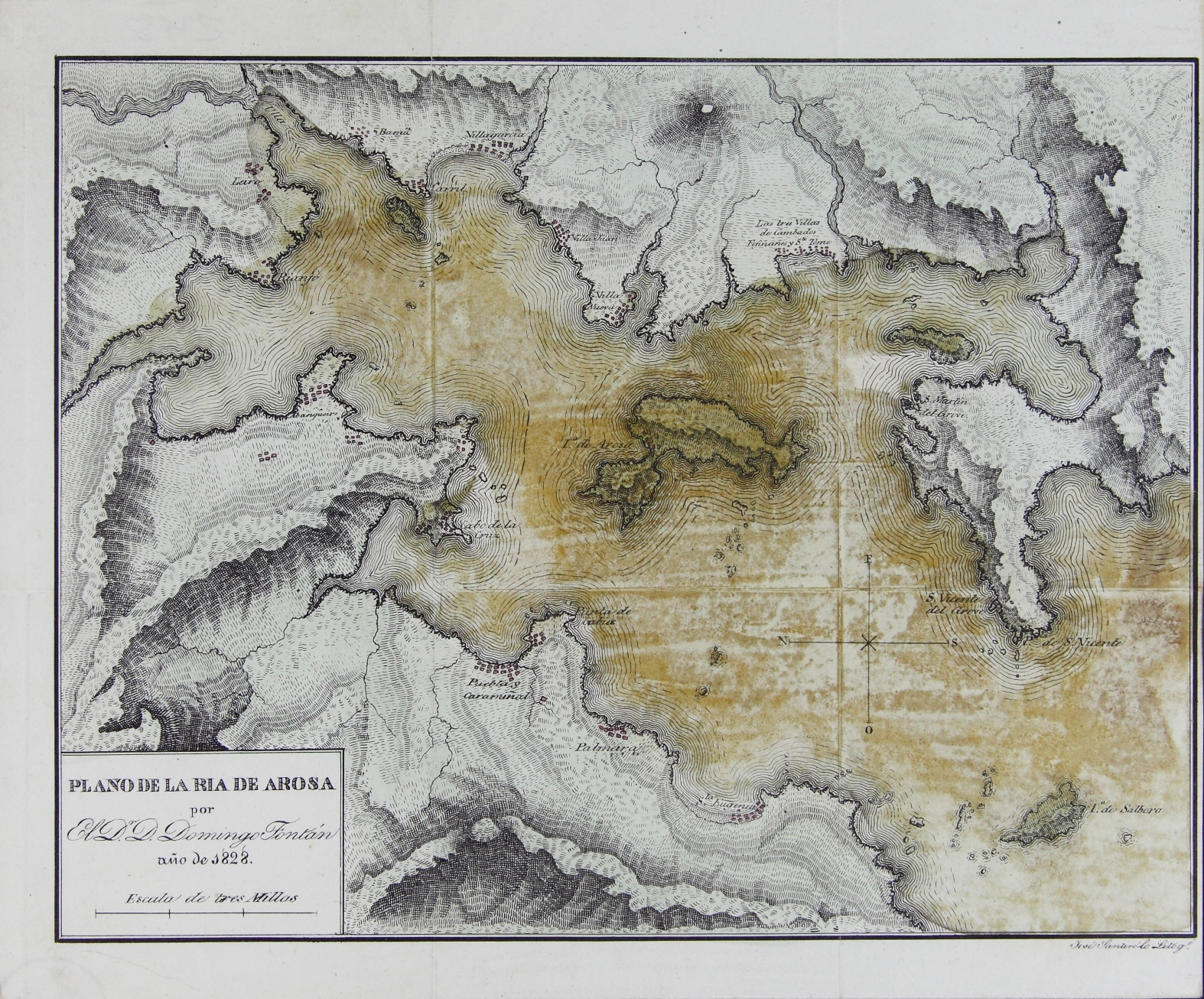
PLÀNOL DE LA RÍA DE AROSA
pel Dr Don Domingo Fontan
lany 1828.
(el nord és a l'esquerra).

Va morir en un balneari de Cuntis, a causa d'una cistitis aguda. Les seves despulles varen ser enterrades al cementiri general de Santiago de Compostel·la. El 30 de desembre de 1988, varen ser traslladades al pis del Panteó de Gallecs Il·lustres, a l'església del convent de Sant Domingos de Bonaval.

## En la cultura popular
Carrers de diverses ciutats, com ara Santiago de Compostel·la, Pontevedra, La Corunya, Ourense, Poio o Madrid, han estat batejats amb el seu nom. L'any 2015, l'Editorial Galaxia va publicar la novel·la de Marcos S. Calveiro, Fontán, que es basa en la vida de l'il·lustre.

## Reconeixement
La Reial Acadèmia Gallega de Ciències el va designar Científic Gallec l'any 2018.

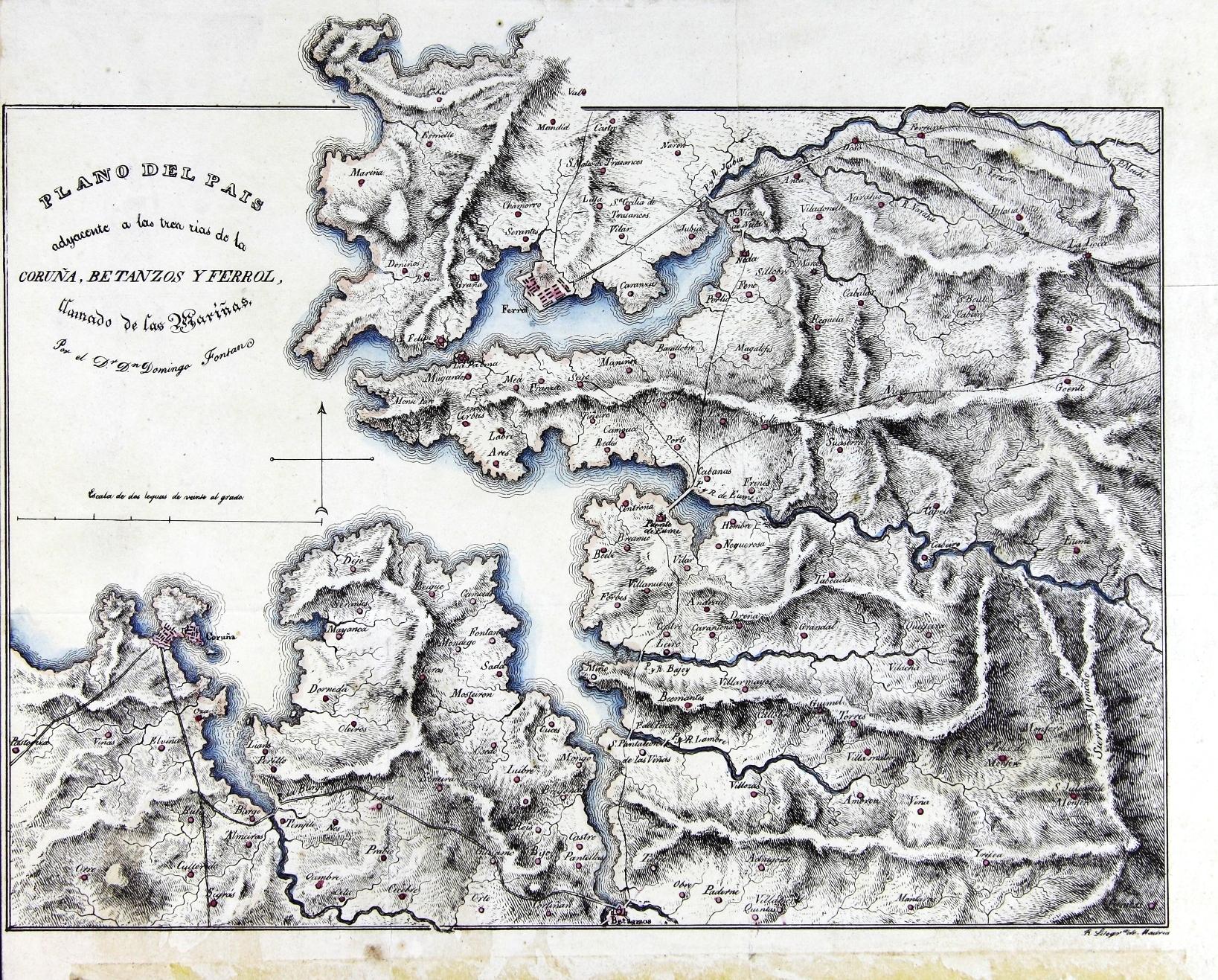
PLÀNOL DEL PAÍS adjacent als tres rius de la CORUNYA, BETANZOS i FERROL, anomenat "de las Mariñas", pel Dr. Don Domingo Fontán.